# Oveja Dolly
La oveja Dolly (5 de julio de 1996-14 de febrero de 2003) fue el primer mamífero clonado a partir de una célula adulta. Sus creadores fueron los científicos Ian Wilmut y Keith Campbell, del Instituto Roslin de Edimburgo (Escocia). Su nacimiento no fue anunciado sino hasta siete meses después, el 22 de febrero de 1997. Los restos disecados de la oveja Dolly están expuestos en el Museo Nacional de Escocia.

## Biografía

### Clonación y nacimiento
Dolly fue creada en el Instituto Roslin de Escocia. Los investigadores Ian Wilmut y Keith Campbell fueron los científicos a cargo de la investigación. Crear a Dolly fue un gran desafío, ya que era la primera vez que se clonaba a un mamífero. El tipo de clonación que se utilizó con Dolly fue la clonación reproductiva. La célula somática a la que se le extrajo el núcleo era una célula de ubre. El primer reto fue aislar las células sin que murieran ni crecieran. La solución a ese problema fue cambiar su medio de crecimiento. Después de extraer el núcleo de la célula de ubre se lo inyectaron a un óvulo enucleado y realizaron un cultivo de esta célula para asegurarse de que se desarrollara con normalidad antes de implantarlo en la oveja gestante. Este proceso se repitió 277 veces, aunque solo se desarrollaron 29 embriones que se implantaron a 13 ovejas hembra, y solo uno de esos embarazos llegó a término. Dolly nació el 5 de julio de 1996 después de 148 días, era de raza Finn Dorset 6LLS y pesaba un total de 6.6Kg.

### Vida
Dolly siempre vivió en el Instituto Roslin. Allí fue juntada con un macho Welsh Mountain para producir 6 crías en total. De su primer parto nace Bonnie, en abril de 1998. Al año siguiente, Dolly produce mellizos: Sally y Rosie, y en el siguiente parto trillizos: Lucy, Darcy y Cotton. En el otoño de 2001, a los cinco años, Dolly desarrolla artritis y comienza a caminar con dolores, siendo tratada exitosamente con pastillas antiinflamatorias.

### Muerte
El 14 de febrero de 2003, Dolly fue sacrificada debido a una enfermedad progresiva pulmonar. Fue un animal de la raza Finn Dorset, cuyos individuos tienen una expectativa de vida de cerca de 11 a 12 años. Sin embargo, Dolly vivió solo seis años y medio. La necropsia mostró que tenía una forma de cáncer de pulmón llamada Jaagsiekte, que es una enfermedad de ovejas causada por el retrovirus JSRV. Los técnicos de Roslin nunca pudieron certificar que haya conexión entre esa muerte prematura y el ser clonada, pues otras ovejas del mismo rebaño sufrieron y murieron de la misma enfermedad. Tales enfermedades pulmonares son un particular peligro en las estabulaciones internas, como fue la de Dolly por razones de seguridad.
No obstante, algunos han especulado que era ciega, por sus pezuñas torcidas. Había un factor agravante en el deceso de Dolly y era que, ya al nacer, tenía una edad genética de seis años, la misma edad de la oveja de la cual fue clonada. Una base para esta idea fue el hallazgo de sus telómeros cortos, que son generalmente el resultado del proceso de envejecimiento. Sin embargo, el Roslin Institute ha establecido que los controles intensivos de su salud no revelaron anormalidad alguna en Dolly que pudieran hacer pensar en un envejecimiento prematuro. Los restos disecados de la oveja Dolly están expuestos en el Museo Nacional de Escocia.